# بردة (حلب)
بردة قرية تابعة لمنطقة جبل سمعان في محافظة حلب في سوريا. تقع جنوب مدينة حلب وتتبع ناحية تل الضمان.